# Ministère de la Culture (Roumanie)
Pour les articles homonymes, voir Ministère de la Culture.
Le ministère de la Culture est un ministère roumain qui supervise la politique culturelle du pays. 
Il est actuellement dirigé par Natalia-Elena Intotero.

## Liste des ministres

### Royaume de Roumanie
- Ministre des Cultes et des Arts (1920-1941)
- Ministre de la Culture nationale et des Cultes (1941-1944)
- Ministre des Cultes et des Arts (1944-1945)
- Ministre des Arts (1945-1947)

| Nom                | Nom                      | de                | à                 | Gouvernement | Parti    |
| ------------------ | ------------------------ | ----------------- | ----------------- | ------------ | -------- |
|                    | Octavian Goga            | 13 juin 1920      | 16 décembre 1921  |              | PP (en)  |
|                    | Vasile Dumitrescu-Brăila | 17 décembre 1921  | 17 janvier 1922   |              |          |
|                    | Constantin Banu          | 19 janvier 1922   | 30 octobre 1923   |              | PNL      |
|                    | Alexandru Lapedatu       | 30 octobre 1923   | 27 mars 1926      |              |          |
|                    | Vasile Goldiș            | 30 mars 1926      | 3 juin 1927       |              | PNR (en) |
|                    | Alexandru Lapedatu       | 4 juin 1927       | 9 novembre 1928   |              |          |
|                    | Aurel Vlad               | 10 novembre 1928  | 14 novembre 1929  |              | PNȚ      |
| fonction supprimée |                          |                   |                   |              |          |
|                    | Dimitrie Gusti           | 6 juin 1932       | 13 novembre 1933  |              | PNȚ      |
|                    | Constantin Angelescu     | 14 décembre 1933  | 9 juin 1936       |              | PNL      |
|                    | Alexandru Lapedatu       | 9 juin 1936       | 28 août 1936      |              |          |
|                    | Victor Iamandi           | 29 août 1936      | 28 décembre 1937  |              | PNL      |
|                    | Ioan Lupaș               | 29 décembre 1937  | 10 février 1938   |              |          |
|                    | Victor Iamandi           | 11 février 1938   | 29 mars 1938      |              | PNL      |
|                    | Nicolae Colan            | 30 mars 1938      | 31 janvier 1939   |              |          |
|                    | Nicolae Zigre            | 1er février 1939  | 23 novembre 1939  |              |          |
|                    | Ion Nistor               | 24 novembre 1939  | 10 mai 1940       |              |          |
|                    | Ștefan Ciobanu           | 11 mai 1940       | 28 juin 1940      |              |          |
|                    | Constantin Giurescu      | 28 juin 1940      | 3 juillet 1940    |              |          |
|                    | Horia Sima               | 4 juillet 1940    | 8 août 1940       |              |          |
|                    | Radu Budișteanu          | 8 août 1940       | 14 septembre 1940 |              |          |
|                    | Traian Brăileanu         | 14 septembre 1940 | 26 janvier 1941   |              |          |
|                    | Radu Rosetti             | 27 janvier 1941   | 12 novembre 1941  |              |          |
|                    | Ion Antonescu            | 12 novembre 1941  | 4 décembre 1941   |              | Mil.     |
|                    | Ion Petrovici            | 4 décembre 1941   | 23 août 1944      |              |          |
| fonction supprimée |                          |                   |                   |              |          |
|                    | Ghiță Popp               | 4 novembre 1944   | 5 mars 1945       |              |          |
|                    | Mihai Ralea              | 19 août 1946      | 29 décembre 1947  |              | FP       |
|                    | Octav Livezeanu          | 19 août 1946      | 29 décembre 1947  |              | FP       |

### République populaire roumaine
- Ministre des Arts (1947-1948)
- Ministre des Arts et des Informations (1948-1949)
- Président du Comité pour l'art (1949-1953)
- Ministre de la Culture (1953-1957)
- Ministre de la Culture et de l'Enseignement (1957-1962)
- Président du Comité pour la culture et les arts (1962-1965)

| Nom | Nom                     | de                | à                 | Gouvernement | Parti |
| --- | ----------------------- | ----------------- | ----------------- | ------------ | ----- |
|     | Ion Pas                 | 30 décembre 1947  | 13 avril 1948     |              | PMR   |
|     | Octav Livezeanu         | 15 avril 1948     | 23 mai 1949       |              | PMR   |
|     | Eduard Mezincescu       | 23 mai 1949       | 26 septembre 1952 |              | PMR   |
|     | Nicolae Popescu–Doreanu | 27 septembre 1952 | 28 octobre 1953   |              | PMR   |
|     | Constanța Crăciun       | 28 octobre 1953   | 19 mars 1957      |              | PMR   |
|     | Miron Constantinescu    | 19 mars 1957      | 15 juillet 1957   |              | PMR   |
|     | Athanase Joja           | 15 juillet 1957   | 16 janvier 1961   |              | PMR   |
|     | Ilie G. Murgulescu      | 16 janvier 1961   | 9 juin 1962       |              | PMR   |
|     | Constanța Crăciun       | 9 juin 1962       | 20 août 1965      |              | PMR   |

### République socialiste de Roumanie
- Président du Comité pour la culture et les arts (1965-1971)
- Président du Conseil de la culture et de l'éducation socialiste (1971-1989)

| Nom | Nom              | de              | à                | Gouvernement                       | Parti |
| --- | ---------------- | --------------- | ---------------- | ---------------------------------- | ----- |
|     | Pompiliu Macovei | 21 août 1965    | 15 juillet 1967  | Maurer III IV et V                 | PCR   |
|     | Dumitru Popescu  | 15 juillet 1967 | 8 novembre 1976  | Maurer V, Mănescu I et II          | PCR   |
|     | Miu Dobrescu     | 8 novembre 1976 | 28 août 1979     | Mănescu II et Verdeț I             | PCR   |
|     | Suzana Gâdea     | 28 août 1979    | 22 décembre 1989 | Verdeț I et II, Dăscălescu I et II | PCR   |

### Roumanie
Ministres de la Culture depuis la Révolution roumaine de 1989 et la chute de la dictature communiste. Le nom de l'État roumain est officiellement « Roumanie » et n'a plus de forme longue depuis 1989.
- Ministre de la Culture (1989-2000)
- Ministre de la Culture et des Cultes (2000-2008)
- Ministre de la Culture, des Cultes et du Patrimoine national (2008-2009)
- Ministre de la Culture (2009-2012)
- Ministre de la Culture et du Patrimoine national (2012)
- Ministre de la Culture (2012-2017)
- Ministre de la Culture et de l'Identité nationale (2017-2019)
- Ministre de la Culture (depuis 2019)

| Nom | Nom                    | de               | à                | Gouvernement                | Parti |
| --- | ---------------------- | ---------------- | ---------------- | --------------------------- | ----- |
|     | Andrei Pleșu           | 26 décembre 1989 | 16 octobre 1991  | Roman I et II               | FSN   |
|     | Ludovic Spiess         | 16 octobre 1991  | 19 novembre 1992 | Stolojan                    | Sans  |
|     | Mihai Golu             | 19 novembre 1992 | 28 août 1993     | Văcăroiu                    | FDSN  |
|     | Petre Sălcudeanu       | 28 août 1993     | 5 novembre 1993  | Văcăroiu                    | PDSR  |
|     | Marin Sorescu          | 5 novembre 1993  | 5 mai 1995       | Văcăroiu                    | Sans  |
|     | Viorel Mărgineanu      | 5 mai 1995       | 23 août 1996     | Văcăroiu                    | PDSR  |
|     | Grigore Zanc           | 23 août 1996     | 11 décembre 1996 | Văcăroiu                    | PDSR  |
|     | Ion Caramitru          | 12 décembre 1996 | 28 décembre 2000 | Ciorbea, Vasile et Isărescu | PNȚCD |
|     | Răzvan Theodorescu     | 28 décembre 2000 | 28 décembre 2004 | Năstase                     | PSD   |
|     | Mona Muscă             | 28 décembre 2004 | 22 août 2005     | Popescu-Tăriceanu           | PNL   |
|     | Adrian Iorgulescu      | 22 août 2005     | 22 décembre 2008 | Popescu-Tăriceanu           | PNL   |
|     | Theodor Paleologu      | 22 décembre 2008 | 23 décembre 2009 | Boc I                       | PDL   |
|     | Hunor Kelemen          | 23 décembre 2009 | 7 mai 2012       | Boc II et Ungureanu         | UDMR  |
|     | Mircea Diaconu         | 7 mai 2012       | 29 juin 2012     | Ponta I                     | PNL   |
|     | Puiu Hașotti           | 29 juin 2012     | 21 décembre 2012 | Ponta I                     | PNL   |
|     | Daniel Barbu           | 21 décembre 2012 | 12 décembre 2013 | Ponta II                    | PNL   |
|     | Gigel Știrbu           | 12 décembre 2013 | 26 février 2014  | Ponta II                    | PNL   |
|     | Mihnea Costoiu         | 26 février 2014  | 4 mars 2014      | Ponta II                    | PSD   |
|     | Hunor Kelemen          | 4 mars 2014      | 18 novembre 2014 | Ponta III                   | UDMR  |
|     | Csilla Hegedüs         | 18 novembre 2014 | 14 décembre 2014 | Ponta III                   | UDMR  |
|     | Ionuț Vulpescu         | 14 décembre 2014 | 17 novembre 2015 | Ponta IV                    | PSD   |
|     | Vlad Alexandrescu      | 17 novembre 2015 | 3 mai 2016       | Cioloș                      | Sans  |
|     | Corina Șuteu           | 3 mai 2016       | 4 janvier 2017   | Cioloș                      | Sans  |
|     | Ionuț Vulpescu         | 4 janvier 2017   | 29 juin 2017     | Grindeanu                   | PSD   |
|     | Lucian Romascanu       | 29 juin 2017     | 29 janvier 2018  | Tudose                      | PSD   |
|     | George Ivașcu          | 29 janvier 2018  | 20 novembre 2018 | Dăncilă                     | Sans  |
|     | Daniel Breaz           | 20 novembre 2018 | 4 novembre 2019  | Dăncilă                     | PSD   |
|     | Bogdan Gheorghiu       | 4 novembre 2019  | 25 novembre 2021 | Orban I et II, Cîțu         | PNL   |
|     | Lucian Romașcanu       | 25 novembre 2021 | 15 juin 2023     | Ciucă                       | PSD   |
|     | Raluca Turcan          | 15 juin 2023     | 23 décembre 2024 | Ciolacu I                   | PNL   |
|     | Natalia-Elena Intotero | 23 décembre 2024 | 23 juin 2025     | Ciolacu II                  | PSD   |
|     | Demeter Andras Istvan  | 23 juin 2025     | en fonction      | Bolojan                     | UDMR  |